# NGC 6294
NGC 6294 is een dubbelster in het sterrenbeeld Slangendrager. Het hemelobject werd op 16 april 1828 ontdekt door de Britse astronoom John Herschel.

## Synoniemen
- ESO 519-**6